# Pöögle
Pöögle (tyska: Böcklershof) är en by (estniska: küla) i Mulgi kommun i landskapet Viljandimaa i södra Estland. Byn ligger vid Riksväg 6, cirka fem kilometer väster om staden Karksi-Nuia, mellan ån Halliste jõgi och dess biflöde Pöögle oja som flyter samman vid byns nordvästra ände.
I kyrkligt hänseende hör byn till Karksi församling inom den Estniska evangelisk-lutherska kyrkan.
Före kommunreformen 2017 hörde byn till dåvarande Karksi kommun.